# Acanthofrontia lithosiana
Acanthofrontia lithosiana är en fjärilsart som beskrevs av George Francis Hampson 1910. Acanthofrontia lithosiana ingår i släktet Acanthofrontia och familjen björnspinnare. Inga underarter finns listade i Catalogue of Life.